# Mesochorus flammeus
Mesochorus flammeus là một loài tò vò trong họ Ichneumonidae.